# 马西莫·莫拉蒂

马西莫·莫拉蒂（Massimo Moratti，1945年5月16日—），意大利人，乃一名石油大亨，是意大利足球甲级联赛中国际米蘭的榮譽主席。

## 生平

### 家族
馬西莫·莫拉蒂出身於一個石油家族。其父安傑洛·莫拉蒂早在五十年代，就在意大利撒丁島的卡利亞里修建煉油廠；由中東購買原油，運到提煉廠加工，主要市場乃歐洲各國。安傑洛·莫拉蒂有六個孩子：長子詹馬可(Gianmarco)、幼子馬西莫(Massimo)、3個女兒阿德里亞娜(Adriana)、貝蒂(Bedy)、姣婭(Gioia)、養子納塔利諾(Natalino)。
1981年安傑洛·莫拉蒂去世，長子詹馬可將家族企業萨拉斯石油公司進一步壯大，成為一個業務多樣化的國際企業。馬西莫和其他兄弟姐妹都是在坐享其成。
莫拉蒂家族本身已擁有國際米蘭，其父安傑洛·莫拉蒂早在五十年代起擔任球會主席。安傑洛·莫拉蒂擔任主席的國際米蘭贏下2次冠軍杯、2次洲際杯、3次意甲冠軍，譜寫了「大國際米蘭時代」(Grande Inter)的輝煌。

### 背景
馬西莫·莫拉蒂生平常予人慷慨友善的印象，他喜愛藝術、時尚，但向來被評對商業經營一竅不通。早於1968年，安傑洛·莫拉蒂已趁國際米蘭如日中天之際把球會放盤出售，並向家人留下一條家訓：「莫拉蒂家族不要再拋頭露面。」
不過馬西莫卻酷愛足球，尤其是一直都有意把國際米蘭購回。最後1995年馬西莫·莫拉蒂終於成功購回國際米蘭。
馬西莫·莫拉蒂上台後，憑著其家族生意所得資金，以「大花筒」手法，先後收購多位世界級球員。較著名的有：以3050萬歐元收購前世界足球先生、5000萬歐元收購意大利射手、2300萬歐元收購世界著名後衛、超過2000萬歐元收購阿根廷射手等。其他世界級球星亦一度在他收購名單，但因種種原因未能落實，包括當時效力佛罗伦萨的阿根廷射手 (及後於職業生涯晚年加盟)、前任主教練，當時效力桑普多利亚的、意大利國腳後衛、法國後衛等。
星級球員眾多，只是成績一直都欠奉，最差一次乃1998-99年聯賽只排第七，失去參加歐洲賽事資格；而最佳成績也只是1998年擊敗奪得。馬西莫慷慨投資的唯一貢獻，則是讓國際米蘭在沒有成績下，贏得了巨大的人氣。
隨後各間意大利球會都被揭發財政不健全，其中國際米蘭被指每年虧損約十億美金，甚至球員的薪金更由莫拉蒂私人支付。不善營商的評價又隨之而起。結果2004年他辭退國際米蘭的主席職位。直到2006年11月8日，国际米兰董事局投票任命马西莫·莫拉蒂重新接任主席职务以接替于同年去世的国米前主席。
在2006年夏天電話門事件曝光之後，隨著尤文圖斯和AC米蘭等隊的受罰，國際米蘭被判定獲得05－06賽季的冠軍。而在尤文圖斯降級的06－07賽季，國際米蘭以創記錄的97分和17場連勝的成績獲得了連續第二個聯賽冠軍。
莫拉蒂在後來一定程度上開始收斂大手大腳花錢的做法，并在2009-2010賽季有了低價引進斯內德、盧西奧以及用交換埃托奧且巴薩另倒貼4600萬的巧妙交易。國際米蘭在該賽季也重新奪得了闊別45年的歐洲冠軍聯賽冠軍，并成為了意大利足球歷史上第一個獲得三冠王的俱樂部隊。
2013年10月，莫拉蒂把手中70%國際米蘭股份售予印尼富商托希爾，對方也從此繼任國際米蘭主席職位，莫拉蒂則獲封為國際米蘭榮譽主席，繼續在俱樂部佔一重要席位。

## 佚聞
- 马西莫有2儿3女，依次是切莱斯特(Maria Celeste)、安杰洛·马里奥(Angelomario)、卡尔洛塔、乔瓦尼(Giovanni)、马莉娅(Maria)，其中第2和第4个是儿子。安杰洛·马里奥习惯被称作“毛”，已在连锁店等行业有了一些成就。国际米兰主席法切蒂去世后，马西莫重返主席位置，同时也让“毛”准备好出任俱乐部常务副主席，以便未来接替自己的位置。
- 有趣的是，詹马可的太太莱蒂西娅（英语：Letizia Moratti）是贝鲁斯科尼右翼政党的重要同盟者，马西莫的太太米莉则是坚定的左翼绿党成员。2006年，两人甚至来了一次米兰市长竞选德比，莱蒂西亚以显著优势获胜。

1. ↑  . Forbes.   [23 July 2022]. （原始内容存档于2021-02-25）.